# Magsaysay (Palawan)
Magsaysay is een gemeente in de Filipijnse provincie Palawan. Bij de laatste census in 2007 had de gemeente ruim 11 duizend inwoners.

## Geografie

### Bestuurlijke indeling
Magsaysay is onderverdeeld in de volgende 11 barangays:
| - Alcoba - Balaguen - Canipo - Cocoro - Danawan - Emilod | - Igabas - Lacaren - Los Angeles - Lucbuan - Rizal |

## Demografie
Magsaysay had bij de census van 2007 een inwoneraantal van 11.339 mensen. Dit zijn 454 mensen (4,2%) meer dan bij de vorige census van 2000. De gemiddelde jaarlijkse groei komt daarmee uit op 0,57%, hetgeen lager is dan het landelijk jaarlijks gemiddelde over deze periode (2,04%). Vergeleken met de census van 1995 is het aantal mensen met 625 (5,8%) toegenomen.

De bevolkingsdichtheid van Magsaysay was ten tijde van de laatste census, met 11.339 inwoners op 49,48 km², 216,5 mensen per km².